# 담양운수
담양운수(潭陽運輸)는 전라남도 담양군의 농어촌버스 업체였다.

## 주요 연혁
- 1966년 6월 23일 : 회사 설립
- 2019년 8월 12일 : 담양군 담양읍 중앙로 소재 유한회사 동광고속과 합병하고 해산.

## 운행 노선

### 농어촌버스
- 225번: 유스퀘어 광천터미널 ↔ 경신여고사거리 ↔ 전남대사거리 ↔ 서방시장 ↔ 말바우시장 ↔ 농산물공판장 ↔ 고서 ↔ 가사문학면
- 303번: 구터미널(롯데백화점) ↔ 서방시장 ↔ 농산물공판장 ↔ 고서 ↔ 창평 ↔ 무정 ↔ 담양터미널[1]

## 주요 차량
자일대우버스의 차량과 현대자동차의 차량을 같이 운용한다. 원래는 대형버스를 고집하였으나 2000년대에 들어서면서 중형버스 위주로 출고하면서 현재에 이르게 되었다.